# تريفور جونز (ملحن)
تريفور جونز (بالإنجليزية: Trevor Jones)‏ هو ملحن جنوب أفريقي، ولد في 23 مارس 1949 في كيب تاون في جنوب أفريقيا.

## وصلات خارجية
- الموقع الرسمي
- تريفور جونز على موقع IMDb (الإنجليزية)
- تريفور جونز على موقع ألو سيني (الفرنسية)
- تريفور جونز على موقع ميوزك برينز (الإنجليزية)
- تريفور جونز على موقع أول موفي (الإنجليزية)
- تريفور جونز على موقع بوكس أوفيس موجو (الإنجليزية)
- تريفور جونز على موقع قاعدة بيانات برودواي على الإنترنت (الإنجليزية)
- تريفور جونز على موقع قاعدة بيانات الأفلام السويدية (السويدية)
- تريفور جونز على موقع أول ميوزيك (الإنجليزية)
- تريفور جونز على موقع ديسكوغز (الإنجليزية)
- تريفور جونز على موقع قاعدة بيانات الفيلم (الإنجليزية)